# Xenocompsa
Xenocompsa (лат.) — род жуков-усачей из подсемейства настоящих усачей (Cerambycinae). Распространён в Неотропике, Аргентина и Чили.

## Описание
Длина тела 1—2 см (от 6 до 15 мм). Скапус усика равен или немного короче антенномера III; надкрылья с длинными волосками и блестящим видом. Эпистомальный шов поперечный, более глубокий по бокам (у X. flavonitida изогнутый). Корональный шов продлен до уровня усиковых бугорков. Верхние глазные доли с 3—4 рядами омматидиев, разделённые переменным расстоянием. Нижние глазные доли, на нижней стороне головы, дальше друг от друга, чем вставка жвал. Род был впервые выделен в 1965 году для видов из рода Grammicosum с типовым видом Grammicosum semipolitum Fairmaire & Germain, 1859. Кормовые растения из разных семейств: Анакардиевые,
Астровые, Берёзовые, Цезальпиниевые, Бересклетовые, Элеокарповые, Бобовые, Нотофагусовые, Лавровые, Тутовые, Крушиновые, Розовые.

## Классификация
- Xenocompsa flavonitida (Fairmaire & Germain, 1859) — Фото
  - Grammicosum flavonitidum
- Xenocompsa martinsi Cerda, 1980 — Фото
- Xenocompsa semipolita (Fairmaire & Germain, 1859) — Фото
  - Grammicosum semipolitum